# Gore Hill Freeway
Der Gore Hill Freeway ist eine Stadtautobahn im Norden von der australischen Stadt Sydney. Er verbindet den Warringah Freeway in Crows Nest mit dem Lane-Cove-Tunnel in Lane Cove.

## Verlauf
Im Sydneys nördlichem Vorort Crows Nest geht der Warringah Freeway (Met-1) in den Gore Hill Freeway über. Dieser führt in einem Bogen von Norden nach Westen und verbindet zum Osteingang des Lane-Cove-Tunnels (Met-2).

Unmittelbar an der Einfahrt in den Lane-Cove-Tunnel ist der Pacific Highway (Met-1) angeschlossen.

## Kreuzungen und Anschlüsse
| Gore Hill Freeway                                                                   |                               |                             |                                                                            |
| Anschlüsse Richtung Norden                                                          | Entfernung nach Brisbane (km) | Entfernung nach Sydney (km) | Anschlüsse Richtung Süden                                                  |
| Ende Gore Hill Freeway weiter als Pacific Highway nach Hornsby, Newcastle, Brisbane | 927                           | 10                          | Beginn Gore Hill Freeway vom Pacific Highway                               |
| Lane Cove Longueville Road                                                          | 927,2                         | 9,8                         | keine Ausfahrten                                                           |
| Artarmon Reserve Road                                                               | 927,5                         | 9,5                         | keine Ausfahrten                                                           |
| Epping, Windsor Lane-Cove-Tunnel                                                    | 927,7                         | 9,3                         | keine Ausfahrten                                                           |
| Beginn Gore Hill Freeway weiter vom Warringah Freeway                               | 930                           | 7                           | Ende Gore Hill Freeway weiter als Warringah Freeway nach Sydney / Canberra |